# سازند قم
سازند قم از سازندهای زمین‌شناسی ایران با سن الیگوسن – میوسن در ایران مرکزی است. نام این سازند از شهر قم گرفته شده، ولی در گذشته به نام‌های دیگر نیز نامیده شده است. برای مقطع نمونه آن، نقطه خاصی در نظر گرفته نشده است، ولی ناحیه نمونه آن را عموماً در کوه‌های حاشیه جنوب دشت قم مانند کوه میل، دو چاه، دو برادر، نرداقی، خورآباد و شوراب که این سازند در آنجا رخنمون دارد در نظر گرفته می‌شود. ضخامت سازند قم ۱۲۰۰ متر است و از نظر سنگ‌شناسی به ۹ بخش (عضو) تقسیم می‌شود.
سن سازند قم الیگوسن میانی- پایانی تا میوسن پیشین است و آن را معادل سازند آسماری در زاگرس می‌دانند. این سازند با رخساره سنگی محیط دریایی در میان دو سازند تخریبی قاره‌ای سرخ پایین و سرخ بالا قرار دارد.
سازند قم در ایران مرکزی جهت اکتشافات نفت یا گاز اهمیت بسیار دارد. شمالی‌ترین بیرون زدگی‌های سازند قم در مره کوه در پای ارتفاعات البرز و  از تهران تا سمنان قابل شناسایی بوده ولی ضخامت آن بسیار اندک است. در شرق ایران مرکزی، تشخیص سازند قم از لایه‌های قرمز رنگ دشوار است، ولی مرز شمال غرب آن در ناحیه ساوه و همدان قرار که ضخامت آن ۵۰۰ تا ۲۳۰۰ متر اندازه‌گیری شده است. سازند قم در ناحیه تکاب، میانه و پیرامون دریاچه ارومیه نیز دیده می‌شود و از اینجا به رسوبات مشابهی در نخجوان و آناتولی ترکیه می‌پیوندد.